# Polypeptid
Et polypeptid er et peptid der består af mindst 10 aminosyrer, som er bundet sammen af peptidbindinger. Kortere polypeptider benævnes oligopeptid (græsk. Oligo: få).

Polypeptider kan være af såvel naturlig som kunstig herkomst. Består et polypeptid af mere end 100 aminosyrer, bliver de betegnet som proteiner, dog er der for et protein flere nødvendige betingelser. Er højmolekylære makropeptider forbundet gennem vand- eller disulfidforbindelser, benævnes disse protein.
Peptider kan også være starten på et enzym.